# Oratorio di San Bartolomeo (Prato)
L'Oratorio di San Bartolomeo è un edificio religioso trecentesco di Prato, ov'è sito in via Cava.

## Descrizione
Rara testimonianza di edificio religioso minore in stile gotico, fu innalzato dalla potente famiglia pratese dei Guazzalotti, nella seconda metà del Trecento.
Le pareti in muratura mista sono regolarizzate da spigoli in arenaria e forate da monofore ogivali lobate, mentre in facciata un portale bicromo ospita nella lunetta un vigoroso altorilievo tardo trecentesco (Madonna col Bambino e santi), molto danneggiato.
L'interno è impreziosito da affreschi fatti eseguire tra l'ultimo quarto del XIV e i primi del XV secolo da membri della famiglia Guazzalotti, spesso ritratti ai piedi dei santi: sulla destra un Sant'Antonio abate (di Arrigo di Niccolò), e Due santi di Francesco di Michele, autore anche delle solide e severe figure sulla parete opposta (San Giuliano e la Madonna col Bambino, 1375-80), dipinte sotto imponenti baldacchini con cupola. Dello stesso pittore o di un collaboratore sono, di lato all'arco trionfale, il Martirio di san Bartolomeo e Sant'Antonio abate.
Al centro del coro, con volta a crociera, l'altare è ornato da un originale finto trittico ad affresco, e da una rara nicchia prospettica dipinta con oggetti liturgici (ispirata a quella di Taddeo Gaddi in Santa Croce), di Arrigo di Niccolò, autore anche della Santa Maria egiziaca (1395), sulla sinistra.
All'opposto è invece un bel San Giovanni Battista, forse di Cenni di Francesco, mentre la parete di fondo conserva un'Annunciazione e due Santi, del tardo Trecento.

## Galleria d'immagini

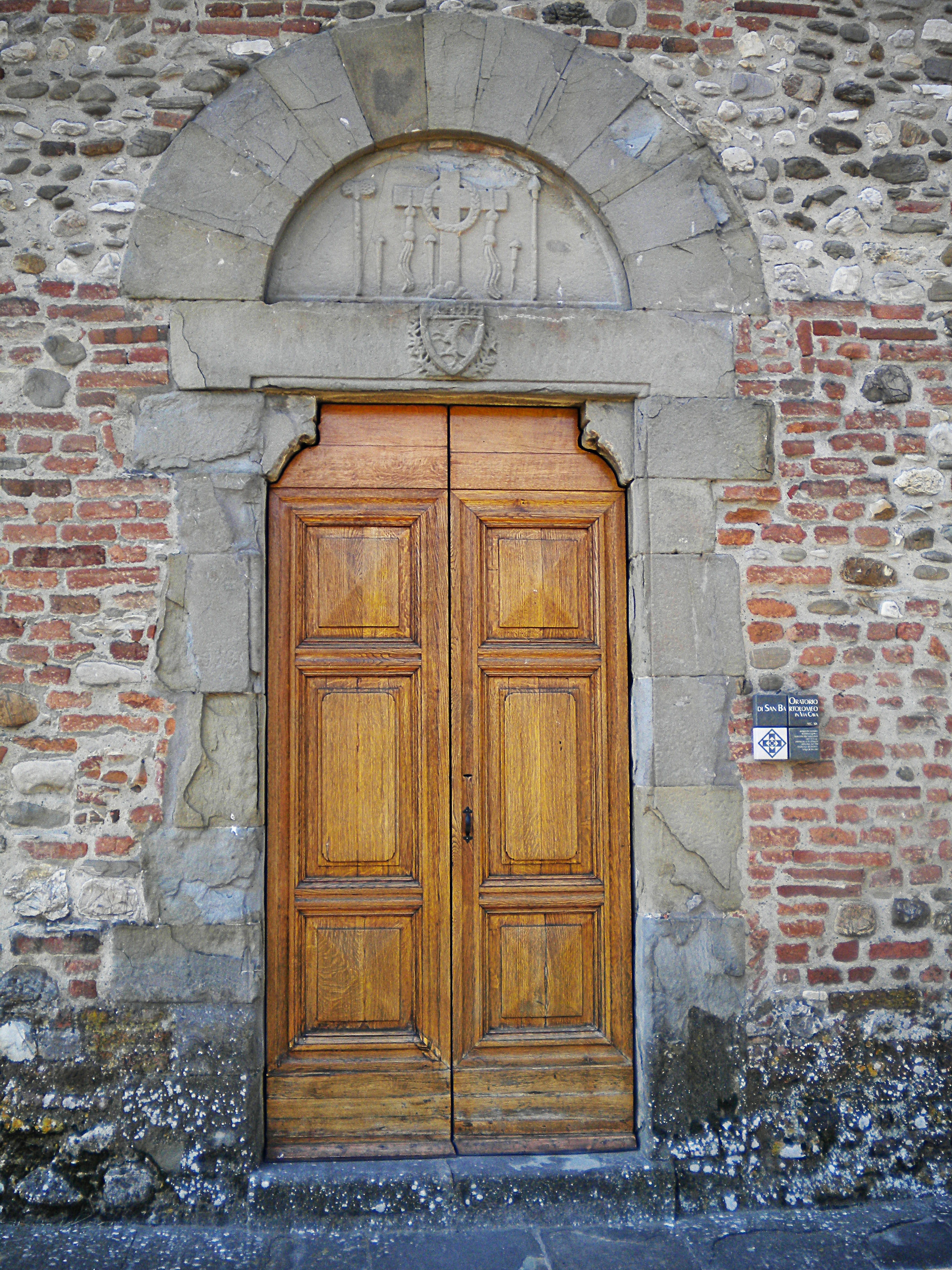
Portale laterale
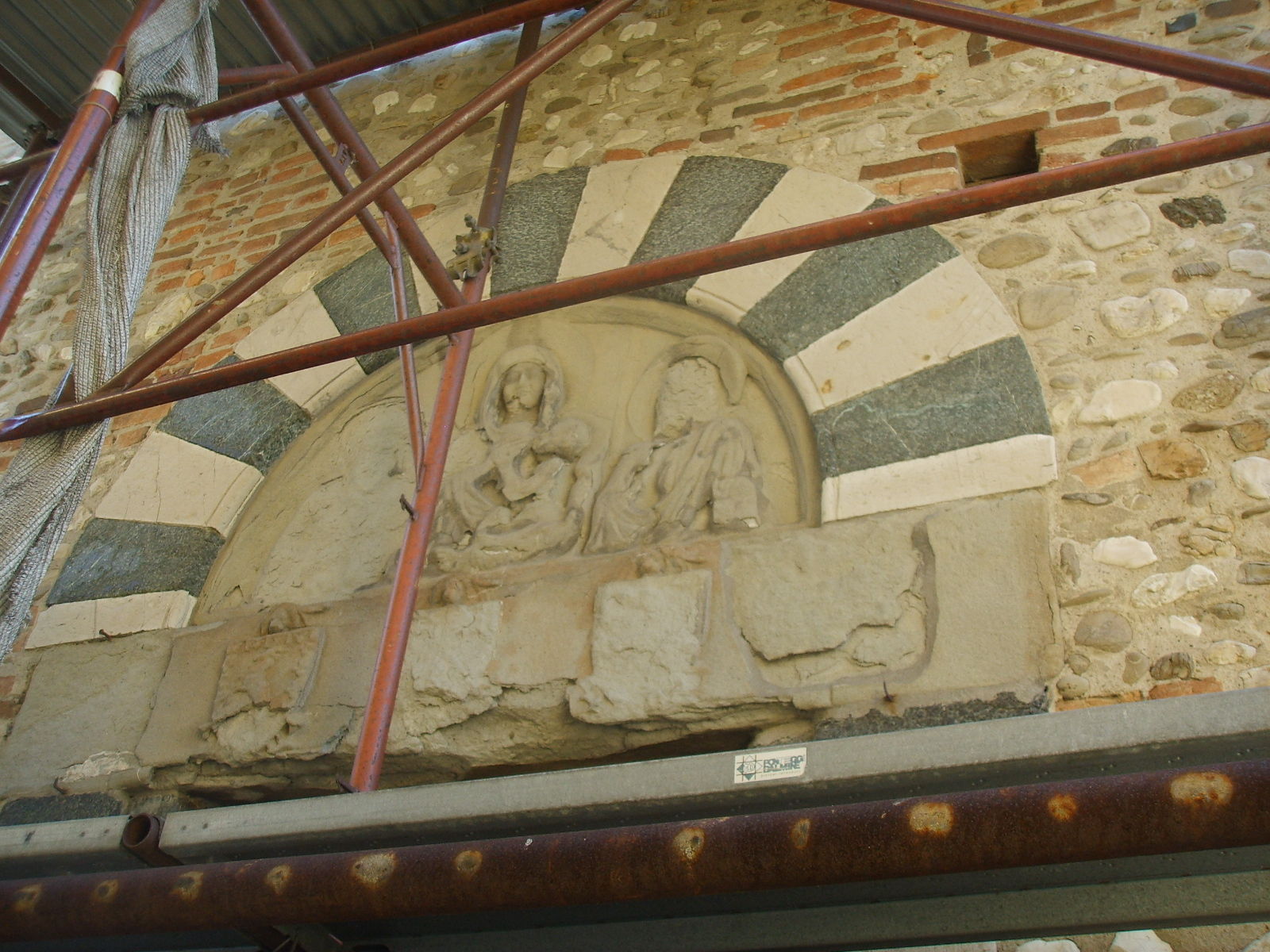
Portale principale
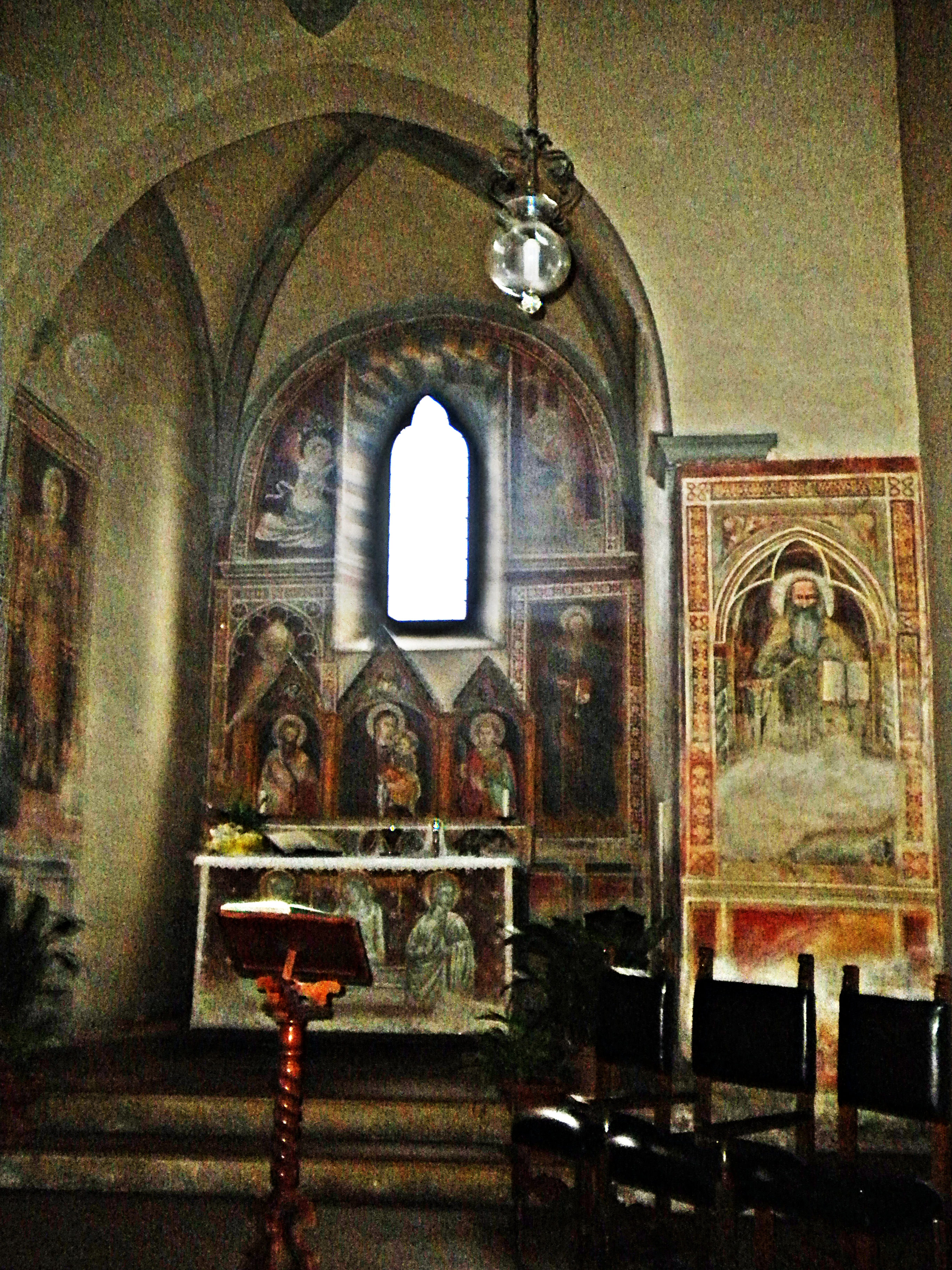
Interno
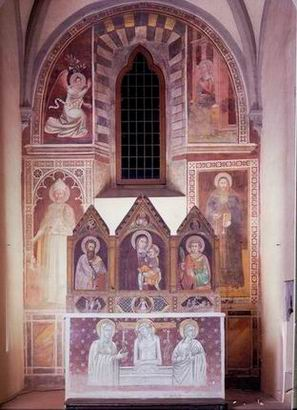
Interno
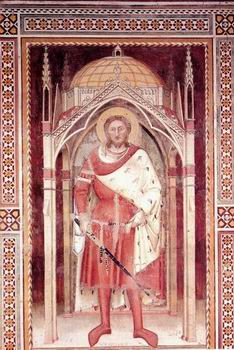
San Giuliano, affresco, 1375-1380